# Jacob Zuma
Jacob Gedleyihlekisa Zuma (sinh ngày 12 tháng 4 năm 1942) là tổng thống cộng hòa Nam Phi, ông trúng cử vào nghị viện sau đó chiến thắng trong Đảng ông trong cuộc tổng tuyển cử năm 2009.
Zuma là chủ tịch đảng đại hội dân tộc Phi (ANC); ông đã từng làm phó tổng thống Nam Phi từ năm 1999 tới 2005. Tên Zuma cũng được gọi tắt theo tên viết tắt JZ và bộ lạc của ông tên Msholozi. Zuma trở thành chủ tịch ANC vào 18/12/2007 sau khi vượt qua Thabo Mbeki khi đại hội đảng tại Polokwane. Ông cũng là một thành viên lâu năm của Đảng cộng sản Nam Phi (SACP).
Ngày 14 tháng 2 năm 2018, ông chính thức tuyên bố từ chức sau 8 năm cầm quyền theo yêu cầu của Đảng Đại hội dân tộc Phi, và được thay thế bởi Cyril Ramaphosa vào ngày hôm sau.
Vào tháng 9 năm 2021, công lý xác nhận kết tội Jacob Zuma là 15 tháng tù giam.